# Якушин, Анатолий Борисович
Анато́лий Бори́сович Яку́шин (21 июля 1944 — 14 декабря 2017) — советский и российский художник-график и плакатист, профессор МГХАИ им. В. И. Сурикова, Член-корреспондент Российской академии художеств, Заслуженный деятель искусств Российской Федерации (1994), Действительный член Российской академии гуманитарных наук. Член Московского Союза Художников. Секретарь Правления СХ РФ, член молодёжной комиссии РОО «МСХ»

## Биографическая справка
Якушин Анатолий Борисович родился в 1944 году в Москве.
Окончил в 1971 году Московский государственный художественный институт им. В. И. Сурикова по мастерской плаката. Учился у Н. А. Пономарева, О. М. Савостюка, Б. А. Успенского.
В 1973 году вступил в Союз художников СССР.
В 1974 начал преподавать в Московском государственном художественном институте имени В. И. Сурикова.
Работал в различных видах плаката, в станковой графике и живописи. Плакаты находятся в Москве — в Российской государственной библиотеке, автолитографии — в Третьяковской галерее, Государственном музее изобразительных искусств имени А. С. Пушкина.

## Звания, премии и награды
- 1973 — Первая премия выставки молодых художников столиц социалистических стран в Софии
- 1974 — Премия Министра национальной обороны Польши на V Международной бьеннале в Кракове
- 1976 — Бронзовая медаль ВДНХ СССР
- 1978 — Премия МГК ВЛКСМ; серебряная медаль ВДНХ СССР
- 1979 — Премия ЦК ВЛКСМ и Совета Министров РСФСР
- 1980—81 — Золотая и бронзовая медали ВДНХ СССР
- 1994 — Заслуженный деятель искусств Российской Федерации[1].
- 1997 — Серебряная медаль Российской академии художеств.
- 1998 — Действительный член Российской академии гуманитарных наук.

## Живопись
1971
- Портрет с раковинами. К., темпера. 107X60

1972
- Новгород. Старый пароход. К., темпера. 62X46
- Портрет с раковинами. К., темпера. 70X56 1973
- Подсвечник и две раковины. К., темпера. 48X41

1976
- Натюрморт на фоне старой крепости. К., темпера. 107X57

1977
- Розовое утро. К., темпера. 104X66
- Белый натюрморт. К., темпера. 104X59 1978
- Полдень. Море. Небо. К., темпера. 92x87
- Натюрморт. Белое на голубом. К., темпера. 46X78
- Розовый натюрморт. К., темпера. 46X78

1980
- Чёрный камень, синее море. К., темпера. 105X86

1981
- Натюрморт с перламутровой раковиной. К., темпера. 59X86

1982
- Бухты в Новом Свете. К., темпера. 70X119
- Берег. Кипарисы. К., темпера. 90X78

1983
- Натюрморт с лунной дорожкой. К., темпера. 34X119

1984
- Светлый вечер. Вид на Меган. Оргалит, темпера. 120X120

1985
- Облака. Побережье. Оргалит, темпера. 81X168

1986
- Керченский дворик. Оргалит, темпера. 115X70
- Красные кусты на перевале. Оргалит, темпера. 70X81
- Тени облаков по холмам. Оргалит, темпера. 70X81
- Ненастный вечер. Оргалит, темпера. 70X70
- Коктебель. Мыс Хамелеон. Оргалит, темпера. 66X85
- Белые горы, алые кусты. Оргалит, темпера. 115X105
- Пустынная бухта. Камни. Оргалит, темпера. 104X100
- Море сияет. Оргалит, темпера. 57X116
- На диком пляже Оргалит, темпера. 56X104
- Дорожка, ведущая к морю. Оргалит, темпера. 100X64
- Море за окном. К., темпера. 118X84
- Побережье, Облака. К., темпера. 81X168

## Графика
1972
- На берегу. Цв. литография. 43X45
- Разговор. Цв. литография. 45X42
- У окна. Цв. литография. 42x33
- У моря. Двое. Цв. литография. 64X57

1973
- Курилы. На рыборазведку. Цв. литография. 48X43

1975
- Икар. Цв. литография. 79X54
- Николай Коперник Цв. литография. 71X53
- К. Циолковский. Цв. литография. 78X55
- Юрий Гагарин. Цв. литография. 70X54
- Над мертвой планетой. Цв. литография. 78X53

1976
- Луна и старый камень. Цв. литография. 50X50
- Луна, вулкан и самолет. Цв. литография. 50X50
- Первая звезда. Цв. литография. 50X50

1977
- Баскетбол. Под кольцом. Цв. литография. 73X41
- Быстрая атака. Цв. литография. 73X59
- Тяжелая была игра сегодня. Цв. литография. 72X41
- Скалы над морем. Б., цв. кар. 20X28

1978
- Дедал и крыло. Цв. литография. 37x37
- Дедал и Икар. Цв. литография. 37X37
- «И люди думали, что летят боги…» Цв. литография. 37X37
- Падение Икара. Цв. литография. 37X37

1979
- Следящие за полетом Икара Купальщицы. Цв. литография. 50X50
- Пастухи. Цв. литография. 50X50

1980
- На горах. Цв. литография. 50X50
- В облаках. Цв. литография. 50X50

1981
- В лаве. Цв. литография. 47X46
- Передышка. Цв. литография. 46X45
- Давай вагоны! Уголь пошёл! Цв. литография. 47X47
- Бригада идёт на-гора. Цв. литография. 47X46

1982
- Море, камни, скалы. Б., кар. 28X49
- Вечер. Караул-Оба. Б., кар. 32X49
- Скалы над поляной. Б., цв. кар. 33X44

1983
- Одиссей и Полифем. Цв. литография. 56X51
- Одиссей и Навзикая. Цв. литография. 64X35
- Избиение быков Гелиоса. Цв. литография. 57x50
- Ночь. Свет от фонаря Б., кар. 47X35
- На «райской поляне» Б., кар. 30X48
- Новый Свет. Мыс Капчик Б., кар. 31Х46

1984
- Камыши. Ветер над проливом. Б., кар. 31Х47
- На развалинах Ени-Кале. Б., кар. 31Х47
- Всё, что осталось от корабля. Б., кар. 30X47
- Рыбацкий домик на крепостной стене. Б., кар. 48X31
- В проливе штиль. Б., пастель. 30X47
- Свежий ветер с моря. Б., кар. 34X48
- Бастион в реставрации В., кар. 31Х47
- Вечер. Караул-Оба. Б., кар. 32Х49
- Рыбак, мотоцикл и репейник. Б., кар. 32X47
- Море, камни и скалы. Б., кар. 28X49
- Рыбацкая будка. В., кар. 28X22
- Одиссей и Каллипсо. Б., кар. 33X73
- Одиссей, слушающий пение сирен. Б., кар. 33X73

1985
- Одиссей, слушающий песнь о подвигах ахейцев. Б., кар. 66X31
- Одиссей, выходящий из чащи. Б., кар. 70X31
- В царстве Аида. Б., кар. 71Х32
- Одиссей, выброшенный волнами на берег. Б., кар. 33X75
- Навзикая. Б., кар. 49X71
- Облака за лесом. Б., пастель. 24X26
- Краешек облака. Б., пастель. 15X13
- Ветреный день. Б., пастель. 17X17
- Берег и вода. Б., пастель. 31X11
- Вечер на озере. Б., пастель. 27X41
- Чёрный плетень. Б., пастель, 31Х48
- Слоистые облака. Б., пастель. 31Х46
- Старые ели. Б., кар. 32X47
- В купальне. Б., кар. 48X31
- Хороший вечер. Б., кар. 31Х41
- Классический пейзаж. Б., кар. 29X38
- За холмами — Карадаг. Б., кар. 32X48
- Пустынное плато. Б., кар. 30X48
- Осень в Отузах Б., пастель. 19X38
- Пейзаж с террасами Б., пастель. 31Х46
- Крым. Осеннее прибрежье Б., пастель. 26X46

1986
- На острове нимфы Каллипсо. Б., кар. 71Х30,5
- В гроте Каллипсо. Б., кар. 43X43
- Сирены. Б., кар. 43X43
- Одиссей, спускающий плот на воду. Б., кар. 41X41
- Потопление корабля Одиссея. Б., кар. 42X42
- Одиссей и Цирцея. Б., кар. 27X66
- Одиссей слушает пение сирен. Б., кар. 33X73
- Одиссей и Навзикая Б., кар. 43X43
- Встреча Одиссея и Навзикаи. Б., кар. 24X72
- Одиссей у Цирцеи. Б., кар. 43Х43

## Плакаты
- Афиша выставки советского плаката во Франции
- БАМ — стройка века!
- БАМ — работа настоящая!
- Космос будет служить людям…Гагарин
- Мы — молодой рабочий класс!
- Мы трудом миллионов коммуну построим!
- Первая Всероссийская выставка эстампа
- Политика партии — политика мира!
- Славься, Отечество наше свободное!
- Хлеб — Родине!